# Подкантон
Подканто́н — административно-территориальная единица в Дагестанской АССР, существовавшая в 1928—1929 годах.
22 ноября 1928 года были образованы 2 подкантона:
- Гумбетовский подкантон — был выделен из Хасавюртовского кантона.
- Казбековский подкантон — был выделен из Андийского кантона.

3 июня 1929 года подкантоны были переименованы в подрайоны.